# John Lee Ka-chiu
John Lee Ka-chiu (en chino: 李家超; nacido el 7 de diciembre de 1957) es un político y ex policía de Hong Kong. Lee se desempeñó anteriormente como Secretario Principal de Administración (el funcionario principal de mayor rango en el gobierno de Hong Kong) de 2021 a 2022, Secretario de Seguridad de 2017 a 2021, Subsecretario de Seguridad de 2012 a 2017, Comisionado Adjunto de Policía de 2010 a 2012. Lee es el único candidato aprobado por el Partido Comunista de China en el proceso de selección del Jefe Ejecutivo de Hong Kong de 2022.